# Octonautas
Octonauts (BRA/PRT: Octonautas, estilizado como The Octonauts no Reino Unido) é uma série de desenho animado em CGI produzida pela Silvergate Media, Brown Bag Films e Chorion, criada pela Meomi Design e exibido no CBeebies desde 4 de outubro de 2010 (GMT +1), em 24 de março de 2012 a as 5:30 p.m. (GMT +1) em tempo real no Disney Junior nos Estados Unidos e no Brasil e América Latina pelo Discovery Kids. Em Portugal, foi exibido nos canais RTP 2, Canal Panda e mais tarde no Disney Junior, no catálogo do serviço da HBO Max, da Warner Bros Discovery em uma data desconhecida de 2022 , no serviço da BBC, iPlayer desde março de 2023 e já foi exibido no Quintal da Cultura, faixa de programação infantil da TV Cultura entre 3 de julho de 2023 e 30 de junho de 2025, por conta da nova programação de férias do mesmo ano.
São 140 episódios divididos em 5 temporadas (na versão original), mas apenas os 116 primeiros episódios estão disponíveis no canal oficial do YouTube em português com dublagem da BKS.

## Sinopse
Os Octonautas são uma equipe de oito bichinhos fofos que exploram o imenso Oceano, resgatam animais marinhos e protegem seus habitats. De sua imensa base submarina, o Octomódulo (Octopod no original em inglês), uma nave em forma de polvo, estes oito amigos talentosos estão sempre prontos para aventuras e diversão.

## Personagens
- Capitão Polo Polar (Barnacles Bear ou Barnacles[7] no original em inglês, dublado por Simon Greenall tanto no Reino Unido quanto nos EUA e voz com performance de canto de Ross Breen[8][9]): é o urso polar comandante dos octonautas. Ele é um herói nato que está sempre disposto a ajudar.[10]
- Tenente Kwazii Gato (Kwazii Kitten ou Kwazii[7] no original em inglês, dublado por Rob Rackstraw tanto no Reino Unido, quanto nos EUA[8][9]): É um gato com um misterioso passado pirata que adora viajar para lugares fantásticos. O braço direito aventureiro do Capitão Polar, adora tomar banhos demorados, novas aventuras e espadachins.[11]
- Enfermeiro Pepe Pinguim (Peso Penguin ou Peso[7] no original em inglês, dublado por Paul Panting no Reino Unido[8] e Wayne Grayson nos EUA[9]): É um médico pinguim corajoso, mas que não gosta de situações assustadoras[12] e que sempre está na companhia do Capitão Polar é do Tenente Kwazii. Sempre ajuda vários animais doentes ou machucados. Se alguém estiver em perigo, ele se transforma no mais valente octonauta da equipe.[13]
- Doutor Shellington (Shellington Sea Otter ou Shellington[7] no original em inglês, dublado por Keith Wickham tanto no Reino Unido, quanto nos EUA[8][9]): É a lontra marinha macho naturalista que está sempre se distraindo com plantas e animais raros. Seus conhecimentos são de extrema importância para as missões dos octonautas.[14]
- Dashi Dog (Dashi no original em inglês[7], dublada por Teresa Gallagher no Reino Unido e Mary Murphy nos EUA[8][9]): É a doce cadela (mais precisamente da espécie dachshund) que é navegadora, programadora, piloto e fotógrafa da equipe. É ela quem analisa os sinais do radar para traçar as melhores rotas para as missões dos Octonautas. Ela adora tirar várias fotos de animais marinhos com sua câmera subaquática. [15]
- Perita, a Coelha (Tweak Bunny ou Tweak[7] no original em inglês, dublada por Jo Wyatt no Reino Unido[8] e Jamie Kelton nos EUA[9]): Muito habilidosa, sua função é manter tudo em perfeito funcionamento. É a engenheira do Octomódulo. Ela gosta de todo tipo de máquinas e às vezes, cria umas engenhocas tão malucas que ninguém sabe ao certo como funcionam.[16]
- Professor Sabedor (Inkling Octopus ou Inkling[7] no original em inglês, dublado por Keith Wickham tanto no Reino Unido, quanto nos EUA[8][9]): O brilhante polvo oceanógrafo, ele fundou os octonautas para defender o mundo marinho. Por ter uma cabeça tão grande e ser pequeno, deve ser mantido em segurança no Octomódulo.[17] Sabedor também é o dono da biblioteca dos octonautas.
- Victor/Vitor Vegimal (Tunip the Vegimal ou Tunip[7] no original em inglês, dublado por Michael C. Murphy, o co-criador dos Octonautas e da Meomi, tanto no Reino Unido quanto nos EUA[8][9]): É uma criatura especial, mas adorável: ele é metade animal, metade vegetal,[18] ou seja, metade atum, do pescoço pra baixo, metade nabo, do pescoço pra cima. Vitor adora ajudar mas tarefas do Octomódulo, especialmente na cozinha, onde prepara quitutes deliciosos como os seus dois favoritos no desenho animado: bolos de algas e biscoitos de peixe.[19] Ele é muito infantil e inocente, está sempre querendo ajudar os Octonautas de qualquer maneira que puder. Ele adora cantar e pular quando está trabalhando. Ele também é jardineiro. Ele fala com uma língua cheia de rabiscos e gorjeios, o Vegimalês, da qual Dr. Shellington consegue entender (às vezes!), apesar de não ser um Vegimal.[20] Perita pode também, mas ocasionalmente, entender o que o Victor Vegimal diz.

## Produção
A série foi animada na Irlanda pela Brown Bag Films, pelas primeiras quatro temporadas. A série foi renovada para uma temporada 5, sob o controle da Mainframe Studios em 2018. Uma série em forma de spin-off, chamada Octonautas: Missão Planeta, está sendo produzida pela Silvergate Media e Mainframe Studios desde 7 de setembro de 2021 via plataforma Netflix. A temática da série foi comparada com a franquia Star Trek, e a franquia Thunderbirds; misturada com os filmes de Jacques Cousteau. Embora a tecnologia seja ficcional, os animais, as criaturas e os locais exóticos que a tripulação encontra são baseados nos habitats subaquáticos reais.